# Бланко, Рафаэль
Рафаэль Бланко Эстера (исп. Rafael Blanco Estera, 1 декабря 1885, Гавана — 4 августа 1955, там же) — кубинский художник и шахматист, мастер.

## Карьера художника
В 1902—1905 гг. учился в Академии изящных искусств Сан-Алехандро.

### Персональные выставки
- 1912 — выставка в «Ateneo y Círculo» (Гавана)
- 1932 — выставка «Сатирическая коллекция» («Colección Satírica») в Lyceum de La Habana
- 1956 — посмертная выставка в Ассоциации журналистов Гаваны
- 1980 — «Рафаэль Бланко и его гуаши» («Rafael Blanco y sus gouaches») в Национальном музее изящных искусств
- 1985 — выставка к 100-летию со дня рождения («Rafael Blanco. Homenaje en el centenario de su nacimiento») в Национальном музее изящных искусств

### Участие в коллективных выставках
- 1916 — выставка «Национальный салон изящных искусств. Живопись, скульптура и архитектура» («Salón Nacional de Bellas Artes. Pintura, Escultura y Arquitectura») в Кубинской академии наук
- 1921 — выставка «1-й салон юмористов» («Primer Salón de Humoristas») в Гаване
- 1954 — 2-я испаноамериканская биеннале искусств (Segunda Bienal Hispanoamericana de Arte) в Национальном музее изящных искусств

### Премии
- 1917 — 1-я, 2-я, 3-я и 4-я премии журнала «Revista La Ilustración»
- 1930 — золотая медаль Иберо-Американской выставки (Exposición Iberoamericana) в Севилье
- 1942 — бронзовая медаль выставки «24-й салон изящных искусств» («XXIV Salón de Bellas Artes») в Círculo de Bellas Artes (Гавана)
- 1952 — 2-я премия в номинации «Персональная карикатура» на выставке «18-й салон юмористов» («XVIII Salón de Humoristas») в Гаване

## Шахматная деятельность
Трехкратный чемпион Кубы (1914, 1920 и 1937 гг.). В составе сборной Кубы участник шахматной олимпиады 1939 г.

## Спортивные результаты
| Год  | Город        | Соревнование                             | + | − | = | Результат | Место |
| ---- | ------------ | ---------------------------------------- | - | - | - | --------- | ----- |
| 1913 | Гавана       | Международный турнир                     | 4 | 8 | 2 | 5 из 14   | 7     |
|      | Гавана       | Турнир кубинских шахматистов             |   |   |   |           | [ 5 ] |
| 1914 | Гавана       | Чемпионат Кубы                           |   |   |   |           | 1     |
| 1920 | Гавана       | Чемпионат Кубы                           |   |   |   |           | 1     |
| 1937 | Гавана       | Чемпионат Кубы                           |   |   |   |           | 1     |
| 1939 | Буэнос-Айрес | VIII Олимпиада (сборная Кубы, 4-я доска) | 2 | 6 | 0 | 2 из 8    |       |